# Уязд (Краківський повіт)
Уязд (пол. Ujazd) — село в Польщі, у гміні Забежув Краківського повіту Малопольського воєводства.
Населення — 394 особи (2011).
У 1975-1998 роках село належало до Краківського воєводства.

## Демографія
Демографічна структура станом на 31 березня 2011 року:
|          | Загалом | Допрацездатний вік | Працездатний вік | Постпрацездатний вік |
| -------- | ------- | ------------------ | ---------------- | -------------------- |
| Чоловіки | 184     | 45                 | 120              | 19                   |
| Жінки    | 210     | 49                 | 127              | 34                   |
| Разом    | 394     | 94                 | 247              | 53                   |